# Gran Premio di superbike di Kyalami 2000
Il Gran Premio di superbike di Kyalami 2000 è stata la prima prova su tredici del campionato mondiale Superbike 2000, è stato disputato il 2 aprile sul circuito di Kyalami e ha visto la vittoria di Colin Edwards in gara 1, lo stesso pilota si è ripetuto anche in gara 2.
In gara 2 di questa prova inaugurale del campionato mondiale Superbike il traguardo è stato tagliato per primo dal giapponese Noriyuki Haga che ha partecipato anche alla premiazione sul podio; in un secondo tempo lo stesso è stato squalificato dalla prova in seguito a un controllo antidoping.
Da rimarcare anche la pole position di Troy Corser che porta per la prima volta l'Aprilia in vetta alla classifica alla sua seconda stagione di partecipazione al campionato.

## Risultati

### Gara 1

#### Arrivati al traguardo[4]
| Pos. | Nº  | Pilota               | Squadra            | Motocicletta      | Giri | Tempo     | Griglia | Punti |
| ---- | --- | -------------------- | ------------------ | ----------------- | ---- | --------- | ------- | ----- |
| 1º   | 2   | Colin Edwards        | Castrol Honda      | Honda VTR1000     | 25   | 43:21.141 | 2º      | 25    |
| 2º   | 41  | Noriyuki Haga        | Yamaha WSBK        | Yamaha YZF R7     | 25   | +0:00.133 | 5º      | 20    |
| 3º   | 1   | Carl Fogarty         | Ducati Infostrada  | Ducati 996        | 25   | +0:00.225 | 3º      | 16    |
| 4º   | 3   | Troy Corser          | Aprilia Racing     | Aprilia RSV 1000  | 25   | +0:07.847 | 1º      | 13    |
| 5º   | 7   | Pierfrancesco Chili  | Suzuki Alstare     | Suzuki GSX - R750 | 25   | +0:10.012 | 4º      | 11    |
| 6º   | 6   | Gregorio Lavilla     | Kawasaki Racing    | Kawasaki ZX- 7RR  | 25   | +0:31.194 | 6º      | 10    |
| 7º   | 12  | Haruchika Aoki       | R & D Bieffe       | Ducati RS 996     | 25   | +0:36.190 | 7º      | 9     |
| 8º   | 9   | Katsuaki Fujiwara    | Suzuki Alstare     | Suzuki GSX - R750 | 25   | +0:39.922 | 8º      | 8     |
| 9º   | 155 | Ben Bostrom          | Ducati Infostrada  | Ducati 996        | 25   | +0:43.431 | 13º     | 7     |
| 10º  | 19  | Juan Borja           | Ducati NCR         | Ducati RS 996     | 25   | +0:44.398 | 9º      | 6     |
| 11º  | 13  | Andreas Meklau       | Gerin WSBK         | Ducati 996 RS2000 | 25   | +0:56.485 | 12º     | 5     |
| 12º  | 35  | Giovanni Bussei      | Kawasaki Bertocchi | Kawasaki ZX- 7RR  | 25   | +0:58.187 | 11º     | 4     |
| 13º  | 38  | Lance Isaacs         | Ducati NCR         | Ducati RS 996     | 25   | +0:59.603 | 22º     | 3     |
| 14º  | 5   | Simon Crafar         | Castrol Honda      | Honda VTR1000     | 25   | +0:59.772 | 19º     | 2     |
| 15º  | 10  | Vittoriano Guareschi | Yamaha WSBK        | Yamaha YZF R7     | 25   | +1:00.004 | 15º     | 1     |
| 16º  | 33  | Robert Ulm           | Gerin WSBK         | Ducati 996 RS2000 | 25   | +1:02.083 | 10º     |       |
| 17º  | 39  | Alessandro Gramigni  | Valli Racing 391   | Yamaha R7         | 25   | +1:15.438 | 21º     |       |
| 18º  | 30  | Alessandro Antonello | Aprilia Racing     | Aprilia RSV 1000  | 25   | +1:17.454 | 14º     |       |
| 19º  | 46  | Mauro Sanchini       | Pedercini          | Ducati RS 996     | 25   | +1:35.847 | 20º     |       |
| 20º  | 20  | Marco Borciani       | Pedercini          | Ducati RS 996     | 25   | +1:38.681 | 18º     |       |
| 21º  | 69  | Jonnie Ekerold       | White Endurance    | Honda VTR1000     | 24   | +1 giro   | 24º     |       |
| 22º  | 23  | Jiří Mrkývka         | JM SBK             | Ducati 996 R      | 24   | +1 giro   | 25º     |       |

#### Ritirati
| Nº  | Pilota               | Squadra            | Motocicletta      | Giri | Griglia |
| --- | -------------------- | ------------------ | ----------------- | ---- | ------- |
| 24  | Vladimír Karban      | Karban Racing      | Suzuki GSX - R750 | 18   | 26º     |
| 15  | Igor Antonelli       | Kawasaki Bertocchi | Kawasaki ZX- 7RR  | 8    | 23º     |
| 32  | Massimo De Silvestro | Kawasaki Bertocchi | Kawasaki ZX- 7RR  | 5    | 27º     |
| 501 | Anthony Gobert       | MVR Bimota Exp.    | Bimota SB8R       | 2    | 16º     |

### Gara 2

#### Arrivati al traguardo[5]
| Pos. | Nº  | Pilota               | Squadra            | Motocicletta      | Giri | Tempo     | Griglia | Punti |
| ---- | --- | -------------------- | ------------------ | ----------------- | ---- | --------- | ------- | ----- |
| 1º   | 2   | Colin Edwards        | Castrol Honda      | Honda VTR1000     | 25   | 43:29.238 | 2º      | 25    |
| 2º   | 7   | Pierfrancesco Chili  | Suzuki Alstare     | Suzuki GSX - R750 | 25   | +0:05.485 | 4º      | 20    |
| 3º   | 3   | Troy Corser          | Aprilia Racing     | Aprilia RSV 1000  | 25   | +0:10.492 | 1º      | 16    |
| 4º   | 12  | Haruchika Aoki       | R & D Bieffe       | Ducati RS 996     | 25   | +0:23.750 | 7º      | 13    |
| 5º   | 6   | Gregorio Lavilla     | Kawasaki Racing    | Kawasaki ZX- 7RR  | 25   | +0:27.114 | 6º      | 11    |
| 6º   | 19  | Juan Borja           | Ducati NCR         | Ducati RS 996     | 25   | +0:30.659 | 9º      | 10    |
| 7º   | 155 | Ben Bostrom          | Ducati Infostrada  | Ducati 996        | 25   | +0:31.538 | 13º     | 9     |
| 8º   | 9   | Katsuaki Fujiwara    | Suzuki Alstare     | Suzuki GSX - R750 | 25   | +0:31.824 | 8º      | 8     |
| 9º   | 30  | Alessandro Antonello | Aprilia Racing     | Aprilia RSV 1000  | 25   | +0:44.502 | 14º     | 7     |
| 10º  | 35  | Giovanni Bussei      | Kawasaki Bertocchi | Kawasaki ZX- 7RR  | 25   | +0:50.171 | 11º     | 6     |
| 11º  | 501 | Anthony Gobert       | MVR Bimota Exp.    | Bimota SB8R       | 25   | +0:57.871 | 16º     | 5     |
| 12º  | 13  | Andreas Meklau       | Gerin WSBK         | Ducati 996 RS2000 | 25   | +0:58.110 | 12º     | 4     |
| 13º  | 5   | Simon Crafar         | Castrol Honda      | Honda VTR1000     | 25   | +1:01.080 | 19º     | 3     |
| 14º  | 39  | Alessandro Gramigni  | Valli Racing 391   | Yamaha R7         | 25   | +1:03.514 | 21º     | 2     |
| 15º  | 46  | Mauro Sanchini       | Pedercini          | Ducati RS 996     | 25   | +1:26.745 | 20º     | 1     |
| 16º  | 20  | Marco Borciani       | Pedercini          | Ducati RS 996     | 25   | +1:26.944 | 18º     |       |
| 17º  | 15  | Igor Antonelli       | Kawasaki Bertocchi | Kawasaki ZX- 7RR  | 25   | +1:37.780 | 23º     |       |
| 18º  | 69  | Jonnie Ekerold       | White Endurance    | Honda VTR1000     | 24   | +1 giro   | 24º     |       |
| 19º  | 38  | Lance Isaacs         | Ducati NCR         | Ducati RS 996     | 23   | +2 giri   | 22º     |       |

#### Squalificato
| Nº | Pilota        | Squadra     | Motocicletta  | Giri | Tempo     | Griglia |
| -- | ------------- | ----------- | ------------- | ---- | --------- | ------- |
| 41 | Noriyuki Haga | Yamaha WSBK | Yamaha YZF R7 | 25   | 43'22.756 | 5º      |

#### Ritirati
| Nº | Pilota               | Squadra            | Motocicletta      | Giri | Griglia |
| -- | -------------------- | ------------------ | ----------------- | ---- | ------- |
| 10 | Vittoriano Guareschi | Yamaha WSBK        | Yamaha YZF R7     | 12   | 15º     |
| 23 | Jiří Mrkývka         | JM SBK             | Ducati 996 R      | 12   | 25º     |
| 1  | Carl Fogarty         | Ducati Infostrada  | Ducati 996        | 10   | 3º      |
| 33 | Robert Ulm           | Gerin WSBK         | Ducati 996 RS2000 | 3    | 10º     |
| 24 | Vladimír Karban      | Karban Racing      | Suzuki GSX - R750 | 2    | 26º     |
| 32 | Massimo De Silvestro | Kawasaki Bertocchi | Kawasaki ZX- 7RR  | 1    | 27º     |